# Emma Twigg
Pour les articles homonymes, voir Twigg.
Emma Twigg, née le 1er mars 1987 à Napier, est une rameuse néo-zélandaise.

## Biographie
Elle remporte l'or en skiff aux championnats du monde d'aviron 2014. À la suite des jeux olympiques de Rio où elle se classe 4e, elle prend deux ans de pause pour s'installer en Europe. Elle est championne olympique aux jeux olympiques de Tokyo 2020.

## Vie privée
Elle est en couple avec la joueuse de cricket Charlotte Mizzi. Elle a un fils né en avril 2022.

## Résultats

### Jeux olympiques
| Épreuve / Édition | Épreuve / Édition | Pékin 2008 | Londres 2012 | Rio 2016 | Tokyo 2020 |
| ----------------- | ----------------- | ---------- | ------------ | -------- | ---------- |
| Skiff (W1x)       | Skiff (W1x)       | 9e         | 4e           | 4e       | 1re        |

### Championnats du monde
| Épreuve / Édition | Épreuve / Édition | Eton 2006 | Munich 2007 | Poznan 2009 | Karapiro 2010 | Bled 2011 | Chungju 2013 | Amsterdam 2014 | Ottensheim 2019 | Račice 2022 |
| ----------------- | ----------------- | --------- | ----------- | ----------- | ------------- | --------- | ------------ | -------------- | --------------- | ----------- |
| Skiff (W1x)       | Skiff (W1x)       | -         | 6e          | 4e          | 3e            | 3e        | 2e           | 1re            | 2e              | 2e          |
| Huit (W8+)        | Huit (W8+)        | 7e        | -           | -           | -             | -         | -            | -              | -               | -           |

### Championnat du monde U23 d'Aviron
| Épreuve / Édition | Épreuve / Édition | Amsterdam 2005 | Glasgow 2007 |
| ----------------- | ----------------- | -------------- | ------------ |
| Skiff (W1x)       | Skiff (W1x)       | 4e             | 1re          |

### Championnats du monde juniors
| Épreuve / Édition | Épreuve / Édition | Athènes 2003 | Banyoles 2004 | Brandebourg-sur-la-Havel 2005 |
| ----------------- | ----------------- | ------------ | ------------- | ----------------------------- |
| Skiff (W1x)       | Skiff (W1x)       | -            | -             | 1re                           |
| Huit (W8+)        | Huit (W8+)        | 6e           | 9e            | -                             |